# Juan Villar Vázquez
 Juan Villar Vázquez  (Cortegana, Huelva, España, 19 de mayo de 1988), conocido simplemente como Juan Villar, es un exfutbolista español. Jugaba de delantero y su último equipo fue el CD San Roque de Lepe.

## Trayectoria
El futbolista es natural de la localidad onubense de Cortegana y se formó en la cantera del Recreativo de Huelva, equipo con el que en 2007 marcó diecisiete goles en el grupo décimo de Tercera División.
En 2008 debutó en Primera División con el Recreativo de Huelva y jugó en la primera jornada de liga en el estadio Manuel Ruiz de Lopera ante el Betis, en partido que el conjunto onubense ganó 0-1, para jugar por último en la jornada final de liga ante el Sporting de Gijón en El Molinón, donde el Recreativo perdió por 2-1 con los asturianos.
En 2009 fue cedido al Club Deportivo San Roque de Lepe hasta final de temporada. Durante los años 2010 a 2012 jugó en el primer equipo del Recreativo de Huelva. Se marchó para fichar por el Cádiz C. F., club en el que permaneció durante tres temporadas. 
El 2 de julio de 2015 se confirmó su fichaje por el Real Valladolid por dos temporadas. Anotó su primer gol oficial como blanquivioleta en la jornada 2, el 30 de agosto, contra la A. D. Alcorcón. Se convirtió en uno de los fijos del equipo primero de Gaizka Garitano y después de Miguel Ángel Portugal, acabando el año 2015 con 8 goles, sus mejores cifras hasta ese momento. 
En diciembre de 2015 recibió el premio de la Liga de Fútbol Profesional que le acreditaba como el mejor jugador del mes de diciembre de Segunda División. 
El 29 de junio de 2017 fichó por el C. D. Tenerife para reforzar el ataque.
El 27 de julio de 2018 fichó por el C. A. Osasuna por 3 temporadas, que pagó 850 000€, más 300 000€ adicionales en caso de lograr el ascenso a Primera División y jugar más del 60% de los minutos. El 23 de diciembre, en el partido correspondiente a la decimonovena jornada de la Segunda División ante el C. F. Reus Deportiu, en el que anotó el único gol del partido, logró alcanzar los 100 tantos en Liga en su carrera en el fútbol profesional desde su debut en 2008.
El 20 de febrero de 2020 llegó cedido al Rayo Vallecano hasta final de temporada con obligación de compra en caso de que el conjunto madrileño lograra el ascenso de categoría. Esto no sucedió, y el 11 de septiembre se hizo oficial su traspaso desde C. A. Osasuna a la U. D. Almería a cambio de 450 000 euros. El conjunto indálico le hizo un contrato por tres años de duración.
En su segundo año en Almería se logró el ascenso a Primera División, pero no pudo disfrutar de esta experiencia, ya que el 5 de agosto de 2022, días después de haber rescindido su contrato, firmó por dos temporadas con la S. D. Huesca para seguir compitiendo en Segunda.
El 31 de enero de 2023 fue cedido al Córdoba C. F. hasta el final de la temporada, donde disputó 8 partidos y marcó un gol. Al término de la misma ya no volvió a la S. D. Huesca que, el 21 de junio, anunció la rescisión del contrato de común acuerdo. Entonces regresó al R. C. Recreativo de Huelva, equipo con el que firmó el 14 de agosto por un año más otro opcional.

## Clubes
Actualizado al último partido jugado en la temporada 2022-23.
| Club                     | País          | Año           | Partidos | Goles |
| ------------------------ | ------------- | ------------- | -------- | ----- |
| Recreativo de Huelva     | España        | 2008-2012     | 67       | 8     |
| C. D. San Roque (cedido) | España        | 2009-2010     | 30       | 10    |
| Cádiz C. F.              | España        | 2012-2015     | 114      | 43    |
| Real Valladolid C. F.    | España        | 2015-2017     | 72       | 25    |
| C. D. Tenerife           | España        | 2017-2018     | 25       | 9     |
| C. A. Osasuna            | España        | 2018-2020     | 41       | 14    |
| Rayo Vallecano (cedido)  | España        | 2020          | 14       | 7     |
| U. D. Almería            | España        | 2020-2022     | 46       | 5     |
| S. D. Huesca             | España        | 2022-2023     | 8        | 1     |
| Córdoba C. F. (cedido)   | España        | 2023          | 8        | 1     |
| Recreativo de Huelva     | España        | 2023          | 12       | 1     |
| C. D. San Roque          | España        | 2024          | 5        | 1     |
| Total carrera            | Total carrera | Total carrera | 442      | 125   |